# Brezina
Brezina (em húngaro: Kolbása) é um município da Eslováquia, situado no distrito de Trebišov, na região de Košice. Tem 12,96 km² de área e sua população em 2018 foi estimada em 643 habitantes.

## Demografia
| Ano:        | 1994 | 2004   | 2014   | 2024   |
| ----------- | ---- | ------ | ------ | ------ |
| Broj ljudi: | 686  | 710    | 702    | 649    |
| Razlika:    |      | +3,49% | -1,12% | -7,54% |

| Ano:               | 2023 | 2024   |
| ------------------ | ---- | ------ |
| Número de pessoas: | 648  | 649    |
| Diferença:         |      | +0,15% |